# Linkin Park Underground 9
Linkin Park Underground 9 (conhecido como LP Underground 9: Demos e abreviado como LPU 9) é o décimo CD lançado pela banda americana de rock Linkin Park para o seu fanclub oficial, o LP Underground. O EP foi lançado em dezembro de 2009.

## Contexto
Esse é o nono EP lançado pelo fã-clube oficial do Linkin Park, o LP Underground. O LP Underground 9 consiste em nove demos gravadas durante os estágios de gravação dos três primeiros álbuns de estúdio da banda: Hybrid Theory, Meteora e Minutes to Midnight. Entre essas músicas também tem a canção Across the Line, publicado mais tarde na edição digital do Minutes to Midnight em 2013.
O LP Underground 9 foi o primeiro disco do clube de fãs a ser lançado para download digital e no formato LP e foi o primeiro a ser comercializado também na Europa e no Japão, onde o disco foi vendido em formato de caixa de jóias em vez da tradicional caixa de papelão, usado pelo sexto LPU.

## Composição
Cada demo revela aspectos do processo de escrita da banda para um álbum. O mais interessante, são as demos do Minutes To Midnight, "Leave Out All the Rest" e "The Little Things Give You Away", mostram como Mike gravaria as ideias vocais iniciais para uma música antes de chamar Chester para as cantar. "Across The Line", na verdade, apenas perdeu o corte de Minutes To Midnight, com Mike afirmando que teria sido a faixa 13. A faixa foi totalmente mesclada e masterizada para inclusão no álbum.

## Faixas
| Faixas do CD   |                                                                          |         |  |
| N.º            | Título                                                                   | Duração |  |
| 1.             | "A-Six" (Versão estendida de A.06 do LPU 2.0 de 2002)                    | 3:52    |  |
| 2.             | "Faint" (Demo 2002)                                                      | 3:11    |  |
| 3.             | "Sad" ("By Myself" Demo 1999)                                            | 1:08    |  |
| 4.             | "Fear" ("Leave Out All the Rest" Demo 2006)                              | 2:49    |  |
| 5.             | "Figure.09" (Demo 2002)                                                  | 3:24    |  |
| 6.             | "Stick and Move" ("Runaway" Demo 1998)                                   | 0:55    |  |
| 7.             | "Across the Line" (Demo 2007, canção não lançada do Minutes to Midnight) | 3:11    |  |
| 8.             | "Drawing" ("Breaking the Habit" Demo 2002)                               | 3:32    |  |
| 9.             | "Drum Song" ("The Little Things Give You Away" Demo 2006)                | 4:50    |  |
| Duração total: | Duração total:                                                           | 26:52   |  |

## Tabelas musicais
| Paradas (2010)                      | Melhor posição |
| ----------------------------------- | -------------- |
| Alemanha (GfK Entertainment Charts) | 66             |
| Áustria (Ö3 Austria Top 40)         | 73             |
| Suíça (Schweizer Hitparade)         | 29             |